# Barisal (zila)
Barisal (en bengalí: bengalí) es un zila o distrito de Bangladés que forma parte de la división de Barisal.
Comprende 10 upazilas en una superficie territorial de 2192 km² : Agailjhara, Babuganj, Bakerganj, Banaripara, Gaurnadi, Hizla, Barisal Sadar, Mehendiganj, Muladi y Wazirpur.
La capital es la ciudad de Barisal.

## Upazilas con población en marzo de 2011
- Agailjhara 149,456
- Babuganj 140,361
- Bakerganj 313,845
- Banaripara 148,188
- Barisal Sadar 527,017
- Gaurnadi 188,586
- Hizla 146,077
- Mehendiganj 301,046
- Muladi 174,775
- Wazirpur 234,959

## Demografía
Según estimación 2010 contaba con una población total de 2577020 habitantes.